# Elecciones municipales de 2019 en Oviedo
Las elecciones municipales de Oviedo se celebraron el día 26 de mayo de 2019, coincidiendo con las demás elecciones municipales de toda España. Se eligieron a los 27 concejales que conforman el pleno del Ayuntamiento de Oviedo. La participación en las elecciones fue del 60,56%. La candidatura más votada fue la del Partido Popular de Asturias.

## Resultados
La candidatura del Partido Popular de Asturias, encabezada por el candidato Alfredo Canteli, ganó la elección obteniendo un total de 9 concejales, dos menos que en las elecciones municipales de 2015. La segunda candidatura en votos, la del PSOE, encabezada por el hasta entonces alcalde Wenceslao López obtuvo 8 concejales (3 más que en 2015). La candidatura de Ciudadanos obtuvo 5 concejales (3 más que en 2015), la de Somos Oviedo obtuvo 3 concejales (3 menos que en 2015) y la de Vox estrenó representación en el pleno con dos concejales.
|                 | Partido Popular de Asturias                            | 35 413  | 31,69                           | 9                               |  |  |
|                 | FSA-PSOE                                               | 29 385  | 26,29                           | 8                               |  |  |
|                 | Ciudadanos                                             | 17 934  | 16,05                           | 5                               |  |  |
|                 | Somos Oviedo-Podemos Asturies                          | 12 898  | 11,54                           | 3                               |  |  |
|                 | VOX                                                    | 7690    | 6,88                            | 2                               |  |  |
|                 |                                                        |         |                                 |                                 |  |  |
|                 | Izquierda Unida                                        | 4194    | 3,75                            | 0                               |  |  |
|                 | Foro Asturias                                          | 1130    | 1,01                            | 0                               |  |  |
|                 | Partido Animalista Contra el Maltrato Animal (PACMA)   | 820     | 0,73                            | 0                               |  |  |
|                 | Ganemos                                                | 234     | 0,21                            | 0                               |  |  |
|                 | Andecha Astur                                          | 199     | 0,18                            | 0                               |  |  |
|                 | Partido Comunista de los Trabajadores de España (PCTE) | 163     | 0,15                            | 0                               |  |  |
| Votos en blanco | Votos en blanco                                        | 1071    | 0,96                            | n/a                             |  |  |
| Votos válidos   | Votos válidos                                          | 111 131 | 100,00                          | 27                              |  |  |
| Votos nulos     | Votos nulos                                            | 632     | Participación: \| \| 62,89 % \| | Participación: \| \| 62,89 % \| |  |  |
| Votantes        | Votantes                                               | 111 763 | Participación: \| \| 62,89 % \| | Participación: \| \| 62,89 % \| |  |  |
| Electores       | Electores                                              | 177 705 | Participación: \| \| 62,89 % \| | Participación: \| \| 62,89 % \| |  |  |
|                 | 62,89 %                                                |         |                                 |                                 |  |  |